# مانوئل فردریک
مانوئل فردریک (انگلیسی: Manuel Frederick؛ زادهٔ ۲۰ اکتبر ۱۹۴۷) بازیکن هاکی روی چمن اهل هند است.